# 丸山和郁
丸山 和郁（まるやま かずや、1999年7月18日 - ）は、群馬県群馬郡倉渕村（現：高崎市）出身のプロ野球選手（外野手）。左投左打。東京ヤクルトスワローズ所属。

## 経歴

### プロ入り前
高崎市立倉渕小学校1年生の時に軟式野球を始め、高崎市立倉渕中学校では軟式野球部に所属し、投手、捕手、遊撃手を務めていた。
前橋育英高等学校に進学し、中堅手のレギュラーに定着。投手も兼任した。2年夏には5番打者として第98回全国高等学校野球選手権大会に出場し、嘉手納との初戦（2回戦）で1安打を放ち、9回表には救援登板したが、チームは敗れた。同年秋からは1番打者を務め、3年春に出場した第89回選抜高等学校野球大会ではエースとリードオフマンを兼任。中村との1回戦で先発して6回途中無失点で勝利投手となった。報徳学園との2回戦では味方が初回に4失点し、自身は2回裏から救援登板して7回無失点の好投を見せたが、チームは敗れた。同年夏は再び背番号8となり、第99回全国高等学校野球選手権大会に出場。明徳義塾との2回戦では西浦颯大に適時打を打たれて2点差とされた9回表二死の場面で救援登板し、6球で三振を奪い試合を締めくくった。西川愛也、清水達也ら擁する花咲徳栄との3回戦では先発したものの3回5失点と打ち込まれ、チームも敗れた。また、この大会では大会タイ記録となる8盗塁を記録した。同年開催された2017 WBSC U-18ワールドカップの日本代表に選出された。高校の1学年上には小川龍成がいる。
明治大学に進学後、1年春に右肩を脱臼して手術を受け、以降は投手を断念し野手に専念した。2年春からレギュラーに定着し、同年の全日本大学野球選手権大会で優勝に貢献。夏には日米大学野球選手権大会の日本代表に選出された。4年時からは主将となり、2季連続でベストナインに選出された。その後、2021年9月16日にプロ志望届をエースの竹田祐とともに提出。10月11日に行われたドラフト会議にて、竹田が指名漏れする中、丸山は東京ヤクルトスワローズから2位指名を受け、11月22日に、契約金7500万円、年俸1200万円で入団に合意（金額は推定）。背番号は4。担当スカウトは橿渕聡。

### ヤクルト時代
2022年、開幕一軍入りを果たすも4月に二軍落ち。再昇格後は6月30日の対広島東洋カープ戦で延長12回に勝ち越し打を、7月4日の対横浜DeNAベイスターズ戦で初本塁打を放つなど、打撃面で成長を見せた。9月25日の対DeNA戦ではチームの優勝を決めるサヨナラヒットを放った。新人のサヨナラヒットで優勝が決定したのはプロ野球史上初の出来事であった。日本シリーズでは、セーフティーバントを決めている。12月2日、300万円増となる推定年俸1500万円で契約を更改した。
2023年は67試合に出場し、打率.206、0本塁打、7打点、7盗塁を記録。12月8日、100万円増となる推定年俸1600万円で契約を更改した。
2024年5月19日の対阪神タイガース戦（阪神甲子園球場）の2回裏、右翼の守備で、木浪聖也の犠飛をジャンピングキャッチで好捕した際にフェンスに体を打ち付け、その回は最後までプレーしたものの、3回裏から交代となった。1日の休養日を挟み、21日の対DeNA戦（明治神宮野球場）ではベンチ外となったが、22日の同カードでスタメンに復帰した。しかし、この試合の6回表、中堅の守備で、宮﨑敏郎の飛球をフェンスに激突しながら好捕した際、今度はしばらく立ち上がれず、担架で運ばれ途中交代となった。翌日、脳震盪特例措置で出場選手登録抹消となった。

## 選手としての特徴

### 打撃
巧みなバッティングコントロールで広角に安打を放つ。犠打などの小技もそつなくこなす。

### 走塁
50メートル5.8秒の俊足が武器。

### 守備
俊足で肩も強く、守備範囲が広い。

## 人物
3人兄弟の末っ子として産まれた。自然に囲まれた山奥の村で生まれ育ち、川遊びや木登りをして遊んでいた。そのおかげで非凡な身体能力と強い精神力が身についた。高校時代の監督からは「野生児」という愛称が付けられている。

## 詳細情報

### 年度別打撃成績
| 年 度     | 球 団     | 試 合 | 打 席 | 打 数 | 得 点 | 安 打 | 二 塁 打 | 三 塁 打 | 本 塁 打 | 塁 打 | 打 点 | 盗 塁 | 盗 塁 死 | 犠 打 | 犠 飛 | 四 球 | 敬 遠 | 死 球 | 三 振 | 併 殺 打 | 打 率 | 出 塁 率 | 長 打 率 | O P S |
| --------- | --------- | ----- | ----- | ----- | ----- | ----- | -------- | -------- | -------- | ----- | ----- | ----- | -------- | ----- | ----- | ----- | ----- | ----- | ----- | -------- | ----- | -------- | -------- | ----- |
| 2022      | ヤクルト  | 71    | 97    | 90    | 14    | 21    | 4        | 0        | 1        | 28    | 9     | 2     | 3        | 4     | 0     | 1     | 0     | 2     | 25    | 2        | .233  | .258     | .311     | .569  |
| 2023      | ヤクルト  | 67    | 106   | 97    | 13    | 20    | 5        | 0        | 0        | 25    | 7     | 7     | 3        | 3     | 0     | 6     | 0     | 0     | 27    | 1        | .206  | .252     | .258     | .510  |
| 2024      | ヤクルト  | 96    | 296   | 253   | 30    | 61    | 7        | 1        | 0        | 70    | 12    | 4     | 2        | 17    | 0     | 24    | 1     | 2     | 49    | 2        | .241  | .312     | .277     | .589  |
| 通算：3年 | 通算：3年 | 234   | 499   | 440   | 57    | 102   | 16       | 1        | 1        | 123   | 28    | 13    | 8        | 24    | 0     | 31    | 1     | 4     | 101   | 5        | .232  | .288     | .280     | .568  |

- 2024年度シーズン終了時

### 年度別守備成績
| 年 度 | 球 団    | 外野  | 外野  | 外野  | 外野  | 外野  | 外野     |
| 年 度 | 球 団    | 試 合 | 刺 殺 | 補 殺 | 失 策 | 併 殺 | 守 備 率 |
| ----- | -------- | ----- | ----- | ----- | ----- | ----- | -------- |
| 2022  | ヤクルト | 71    | 50    | 0     | 0     | 0     | 1.000    |
| 2023  | ヤクルト | 66    | 77    | 1     | 1     | 0     | .987     |
| 2024  | ヤクルト | 93    | 144   | 4     | 3     | 1     | .980     |
| 通算  | 通算     | 230   | 271   | 5     | 4     | 1     | .986     |

- 2024年度シーズン終了時

### 表彰
- スカパー! ドラマティック・サヨナラ賞年間大賞：1回（2022年）
- 月間サヨナラ賞：1回（2022年9・10月）

### 記録
初記録
- 初出場：2022年3月25日、対阪神タイガース1回戦（京セラドーム大阪）、9回裏にドミンゴ・サンタナに代わり右翼手で出場
- 初打席：2022年3月26日、対阪神タイガース2回戦（京セラドーム大阪）、9回表に石井大智から空振り三振
- 初先発出場：2022年6月3日、対埼玉西武ライオンズ1回戦（明治神宮野球場）、「2番・左翼手」で先発出場
- 初安打：同上、3回裏に髙橋光成から中前安打
- 初打点：2022年6月18日、対広島東洋カープ8回戦（明治神宮野球場）、7回裏にケムナ誠から左前適時打
- 初盗塁：2022年6月21日、対中日ドラゴンズ9回戦（バンテリンドーム ナゴヤ）、10回表に二盗（投手：ジャリエル・ロドリゲス、捕手：木下拓哉）
- 初本塁打：2022年7月3日、対横浜DeNAベイスターズ12回戦（明治神宮野球場）、7回裏に平田真吾から右越ソロ

### 背番号
- 4（2022年 - ）

### 登場曲
- 『Dreamin'』BOØWY
- 『傷だらけを抱きしめて』T-BOLAN
- 『謎』小松未歩
- 『マリア』T-BOLAN
- 『星のかがやきよ』ZARD

### 代表歴
- 2017 WBSC U-18ワールドカップ
- 2019年 第43回日米大学野球選手権大会